# Allan Scott (scénariste américain)
Pour les articles homonymes, voir Scott et Allan Scott.
Allan Scott est un scénariste américain né le 23 mai 1906 à Arlington, New Jersey (États-Unis), mort le 13 avril 1995 à Santa Monica, Californie (États-Unis). Il a surtout travaillé avec le réalisateur Mark Sandrich, notamment pour quelques films musicaux des années 1930 et 1940 avec Fred Astaire ou Ginger Rogers. Il fut d'ailleurs nommé aux Oscars pour le scénario de Les Anges de miséricorde.
Il est le frère d'Adrian Scott, producteur et scénariste, et le père de l'actrice Pippa Scott.

## Filmographie
Scénariste
- 1934 : Avec votre permission (By Your Leave) de Lloyd Corrigan
- 1935 : Village Tale de John Cromwell
- 1935 : Le Danseur du dessus (Top Hat) de Mark Sandrich
- 1935 : Je te dresserai (In Person) de William A. Seiter
- 1936 : En suivant la flotte (Follow the fleet) de Mark Sandrich
- 1936 : Sur les ailes de la danse (Swing Time) de George Stevens
- 1937 : Pour un baiser (Quality Street) de George Stevens
- 1937 : L'Entreprenant Monsieur Petrov (Shall We Dance) de Mark Sandrich
- 1937 : SOS vertu ! (Wise Girl) de Leigh Jason
- 1938 : Quelle joie de vivre (Joy of living) de Tay Garnett
- 1938 : Amanda (Carefree) de Mark Sandrich
- 1939 : L'Irrésistible Monsieur Bob (Man about Town) de Mark Sandrich
- 1939 : Un ange en tournée (5th Avenue Girl) de Gregory La Cava
- 1940 : Le Lys du ruisseau (Primrose Path) de Gregory La Cava
- 1940 : Double Chance (Lucky Partners) de Lewis Milestone
- 1941 : La Folle alouette (Skylark) de Mark Sandrich
- 1941 : Honeymoon for Three de Lloyd Bacon
- 1943 : Les Anges de miséricorde (So Proudly We Hail !) de Mark Sandrich
- 1944 : La Marine en jupons (Here Come the Waves) de Mark Sandrich
- 1946 : La Mélodie du bonheur (Blue Skies) de Stuart Heisler
- 1950 : Maman est à la page (Let's Dance) de Norman Z. McLeod
- 1951 : The Guy Who Came Back de Joseph M. Newman
- 1952 : The Four Poster d'Irving Reis
- 1957 : Affaire ultra-secrète (Top Secret Affair) de HC Potter
- 1959 : Mirage de la vie (Imitation of Life) de Douglas Sirk
- 1964 : The Confession de William Dieterle